# Blodsbror
Blodsbror kan referere til to eller flere mænd, der ikke er i familie, men som har svoret troskab til hinanden. I moderne tid bliver det normalt gjort ved en ceremoni kendt som en bloded, hvor hver person laver et lille sår, normalt i en finger, hånd eller underarm, og sårene bliver presset sammen og bundet. Ideen er at hver persons blod ny flyder over i den anden persons blodåre.
Der er risiko for at overføre blodbårne sygdomme: 
Nordboerne brugte skikken med blodsbrødre hvis man havde en fosterbror. I ritualet skulle blodet flyde mens man gik under en bue af græstørv sat på et spyd. Et eksempel er beskrevet i Gísla saga. I Fóstbrœðra saga bliver båndet mellem Thorgeir Havarsson (Þorgeir Hávarsson) og Thormod Bersason (Þormóð Bersason) også forseglet med et lignende ritual kaldet leikr.
Orvar-Odds saga indeholder et andet eksempel på blodsbrødre; efter at have kæmpet uafgjort med en kendt svensk kriger blev de to fosterbrødre.
I nordisk mytologi er guden Odin blodsbror med Loke.